# Patrícia Cocco
Patrícia de Oliveira Cocco (São Caetano do Sul, 14 de setembro de 1971) é uma ex-voleibolista indoor brasileira, que desempenhando a função de Ponteira conquistou pela Seleção Brasileira, na categoria juvenil, a medalha de prata no Campeonato Mundial Juvenil na extinta Checoslováquia.
Pela seleção principal foi vice-campeã da BCV Cup em 1993 nesta mesma competição e ouro na edição de 1994, disputou três edições do Grand Prix, a primeira em 1993, a outra na histórica conquista da medalha de ouro na edição de 1994 e a última na edição de 2001. Em clubes foi campeã do Campeonato Sul-Americano de Clubes nos anos de 1992 e vice-campeã em 1996. Além disso, foi medalha de bronze no extinto Torneio Internacional Salonpas Cup em 2006. Também atuou na posição de Oposta e Líbero.

## Carreira
Patrícia iniciou a sua trajetória no voleibol aos 13 anos de idade nas categorias de base do São Caetano permanecendo desde o ano de 1984 a 1986, sendo nesta passagem vice-campeã do Campeonato Paulista de 1985 na categoria mirim, recebendo o prêmio de Revelação Mirim neste ano e vice-campeã na edição de 1986[carece de fontes?].
Em 1986 transferiu-se para atuar nas categorias de base do Pirelli/Santo André atuando neste até 1988 e neste ano defendeu as cores do Pão de Açúcar/Colgate cuja passagem foi de 1988 a 1990 e conquistou por este os títulos dos Campeonatos: Metropolitano e Paulista na categoria Infanto-juvenil em 1988, o título no Campeonato Paulista Juvenil de 1989 e na edição do ano de 1990 deste último sagrou-se vice-campeã[carece de fontes?].
Defendendo o Pão de Açúcar/São Caetano/Colgate na temporada 1990-91, disputou pela primeira vez na categoria adulto a Liga Nacional, competição antecedente a Superliga Brasileira A, quando conquistou o vice-campeonato.
Em 1991 foi convocada para Seleção Brasileira para representar o país na categoria juvenil e disputou a edição deste ano do Campeonato Mundial Juvenil realizado em Brno-Checoslováquia conquistando a medalha de prata.
Na jornada esportiva seguinte defendeu a Colgate/São Caetano conquistando o segundo lugar no Campeonato de Clubes de 1991 e o título da Copa Brasil neste mesmo ano e na edição correspondente a esta jornada conquistou o seu primeiro título na Liga Nacional 1991-92.
Patrícia renovou com a Colgate/São Caetano para as disputas do período esportivo 1992-93, obteve o bicampeonato na Copa Brasil de 1992, no mesmo ano foi vice-campeã paulista e novamente chega a terceira final consecutiva da Liga Nacional, mas terminou com o vice-campeonato pela segunda vez consecutiva, mas individualmente foi eleita a Melhor Jogadora e a atleta com Melhor Saque. O técnico Wadson Lima a convocou no ano de 1993 seleção principal e participou da sua segunda edição da BCV Cup encerrando com vice-campeonato, e ainda neste ano disputou a primeira edição do Grand Prix encerrando no quarto lugar.
Ainda pela Colgate/São Caetano disputou em Lima-Peru o Campeonato Sul-Americano de Clubes de 1992 por esse clube e conquistou o título da competição, mas não chegou a sua quarta final da Liga Nacional 1993-94, mas foi eleita pela segunda temporada seguinte a Melhor Sacadora da edição.Em 1994 é convocada pelo técnico Bernardo Rezende para Seleção Brasileira e conquistou o título da Copa Bremen (Beck´s Cup) na Alemanha e ouro na edição da BCV Cup e vestindo a camisa#1 da seleção conquistou a inédita medalha de ouro no Grand Prix cuja fase final foi em Xangai-China.
Reforçou a equipe do BCN/Guarujá na temporada 1994-95, conquistando com esta equipe foi campeã do Campeonato Paulista de 1994, mesmo ano que foi campeã da Copa Sul e do título da Copa Brasil cujo técnico era Enio Figueiredo e disputou a primeira edição da Superliga Brasileira A, ocorrida nesta temporada, chegando a final e encerrou com o vice-campeonato.
Nas competições do período 1995-96 voltou a defender o São Caetano/Cepacol e encerrou na sexta posição na Superliga Brasileira A correspondente. Defendeu as cores da Blue Life/Pinheiros quando disputou a Superliga Brasileira A 1996-97 repetindo a mesma posição obtida em sua equipe anterior nesta competição.Em 1996 foi emprestada para reforçar o Transmontano/J.C. Amaral para a disputa do Campeonato Sul-Americano de Clubes deste ano e encerrou com o vice-campeonato em Lima-Peru.
Contratada pelo Dayvit/Barueri competiu na jornada esportiva 1997-98 conquistando o título do Campeonato Paulista de 1997 e novamente pela terceira vez consecutiva encerra em sexto lugar por um clube na Superliga Brasileira A referente. Na jornada 1998-99 é contratada pelo Uniban/São Bernardo conquistando o título do Torneio de Clubes Campeões de 1998 e nesta temporada conquista o seu primeiro título da Superliga Brasileira A.
Retornou para a Blue Life/Pinheiros para atuar nas competições de 1999-2000 onde contribuiu na conquista histórica do título paulista para o seu clube que completou 27 anos sem ouro desta competição e no ano do seu centenário e contribuiu também para o mesmo avançar as semifinais da Superliga Brasileira A 1999-00, encerrando na quarta posição, mas foi eleita a Melhor Sacadora da edição.
Na temporada 2000-01 permaneceu competindo pela Blue Life/Pinheiros e conquistou o bicampeonato consecutivo do Campeonato Paulista em 2000 e disputou a Superliga Brasileira A correspondente encerrando na sétima colocação geral. Após mudança de técnico da Seleção Brasileira, o então técnico Marco Aurélio Motta convoca Patrícia para disputar o Grand Prix de 2001 e encerrou em quinto lugar.
Transferiu-se para o BCN/Osasco no período 2001-02, sagrando-se em 2001 campeã por este nos Jogos Abertos Interior de São Paulo e no mesmo ano ouro nos Jogos Regionais de São Paulo e no Campeonato Paulista; disputando nesta período a Superliga Brasileira A sagrando-se vice-campeã desta edição.
Por duas temporadas atuou novamente pelo Açúcar União/São Caetano obtendo o vice-campeonato nos Jogos Abertos do Interior de São Paulo e também no Campeonato Paulista em 2002 e na Superliga Brasileira A 2002-03 finalizou na sexta posição e atuando na sua segunda temporada seguida por este clube foi novamente vice-campeã paulista em 2003 e melhorou uma posição em relação a Superliga passada, ou seja, encerrando na quinta posição na Superliga Brasileira A 2003-04.
Novamente transfere-se para o Pinheiros/Blue Life, desta vez reforçando-o nas disputas da temporada 2004-05 e sagrou-se novamente vice-campeã do Campeonato Paulista de 2004 e disputou por este a Superliga Brasileira A referente a esta jornada encerrando em quinto lugar nesta edição. Na sua segunda temporada por esse clube foi pela quarta vez consecutiva vice-campeã paulista em 2005 e repetindo a campanha na Superliga passada, encerrou na quinta posição.
Em 2006 transfere-se pela primeira vez para um clube fora do Estado de São Paulo, atuou pelo Cimed/Macaé cujo técnico era Sérgio Negrão e pelo patrocinador representou a Cimed/Florianópolis na conquista da Liga Nacional de 2006 quando atuou como Oposta.
Jogou pela Cimed/Macaé como Líbero no Campeonato Carioca de 2006 conquistando o vice-campeonato e também neste ano conquistou a inédita medalha de bronze no extinto Torneio Internacional do Salonpas Cup 2006 sediado em São Paulo e competiu na Superliga Brasileira A 2006-07 pelo no mesmo clube que usou de Cimed/Macaé, avançando com a sua equipe, as semifinais, mas teve que disputar a medalha de bronze, esta que seria sua última partida como profissional e conquistou o quarto lugar.

## Títulos e Resultados
- Beck ´s Cup: 1º lugar (1994,  Alemanha)
- Grand Prix: 4º lugar (1993, Hong Kong, )[4] e 5º lugar (2001, Macau,  Macau)
- Superliga Brasileira A: 1º lugar (1998-99[9]), 2º Lugar (1994-95[9] e 2001-02[9]), 4º Lugar (1999-00,[9] 2006-07[9]), 5º lugar (2003-04,[9] 2004-05[9] e 2005-06[9]) 6º lugar (1995-96,[9] 1996-97,[9] 1997-98,[9] 2002-03[9]) e 7º lugar (2000-01[9])
- Liga Nacional: 1º lugar (2006)[25]
- Campeonato Paulista: 1º lugar (1994,[7] 1997, 2000, 2001) e 2º lugar (1992, 1999,[13]2002, 2003,[19] 2004[21] e 2005)
- Liga Nacional: 1º lugar (1991-92[1]) e 2º lugar (1990-91,[1] 1992-93[1])
- Copa Sul: 1º Lugar (1994)[7]
- Copa Brasil: 1º Lugar (1991, 1992,1994[7])
- Campeonato Carioca: 2º Lugar (2006)

## Premiações Individuais
- Melhor Sacadora da Superliga Brasileira A 1999-00[14]